# Danh sách tòa nhà cao nhất Bình Định

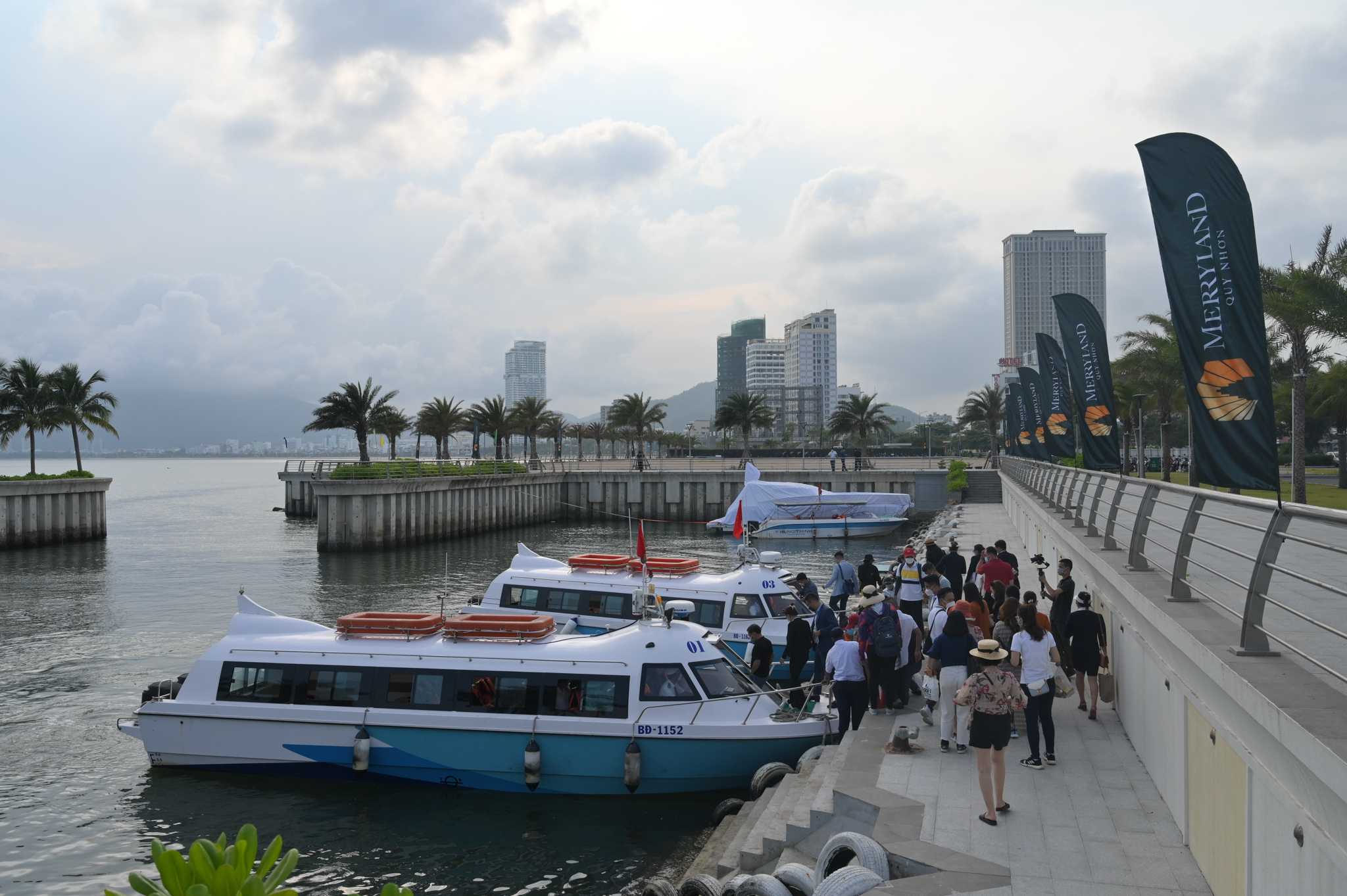
Đường chân trời thành phố Quy Nhơn năm 2022 nhìn từ bến tàu tại phường Hải Cảng.

Tính đến năm 2022, tỉnh Bình Định có 33 tòa nhà (bao gồm 8 tòa nhà trọc trời trên 100 mét và 27 tòa nhà cao tầng). Tòa nhà cao nhất của tỉnh TMS Luxury Hotel Quy Nhơn cao 168,8m và 42 tầng được hoàn thành vào năm 2020, đây cũng là tòa nhà cao thứ 36 tại Việt Nam.
Các tòa nhà cao tầng và chọc trời của tỉnh Bình Định tất cả đều tập trung tại thành phố Quy Nhơn.
| ≥50m | ≥100m | Tổng số tòa nhà |
| ---- | ----- | --------------- |
| 27   | 8     | 33              |

## Tòa nhà cao nhất
Dưới đây là danh sách tất cả các tòa nhà tại tỉnh Bình Định đã hoàn thành có chiều cao trên 50 m hoặc trên 15 tầng.
|  | Tòa nhà cao nhất Bình Định         |
|  | Tòa nhà đã từng cao nhất Bình Định |
|  | Tòa nhà đã hoàn thành phần thô     |
|  | Tòa nhà đã cất nóc                 |

| Hạng | Tòa nhà                                    | Hình ảnh                                     | Thành phố, huyện | Phường, xã     | Chiều cao | Tầng | Hoàn thành | Ghi chú                                                                         |
| ---- | ------------------------------------------ | -------------------------------------------- | ---------------- | -------------- | --------- | ---- | ---------- | ------------------------------------------------------------------------------- |
| 1    | Pullman Quy Nhơn                           | Quy Nhon city from above.jpg                 | Quy Nhơn         | Lê Lợi         | 168,8     | 42   | 2020       | Hiện tại là tòa nhà cao nhất thành phố Quy Nhơn và cả tỉnh Bình Định.           |
| 2    | The Sailing B                              |                                              | Quy Nhơn         | Lý Thường Kiệt | 165,1     | 41   | 2024       | Tòa nhà cất nóc vào ngày 30 tháng 1 năm 2024.                                   |
| 3    | Altara Residences                          | Bán đảo Phương Mai.jpg                       | Quy Nhơn         | Hải Cảng       | 140       | 40   | 2021       |                                                                                 |
| 4    | Flamenco Tower                             |                                              | Quy Nhơn         | Nguyễn Văn Cừ  | 119       | 35   | 2023       | Cất nóc vào ngày 01 tháng 9 năm 2021. Tuy nhiên tòa nhà vẫn chưa được bàn giao. |
| 5    | Tropical Tower                             |                                              | Quy Nhơn         | Nguyễn Văn Cừ  | 119       | 35   | 2023       | Cất nóc vào ngày 01 tháng 9 năm 2021. Tuy nhiên tòa nhà vẫn chưa được bàn giao. |
| 6    | FLC Sea Tower                              |                                              | Quy Nhơn         | Nguyễn Văn Cừ  | 118       | 32   | 2021       |                                                                                 |
| 7    | Phú Tài Residence                          | Quy Nhon city at night 2.jpg                 | Quy Nhơn         | Hải Cảng       | 115       | 33   | 2021       |                                                                                 |
| 8    | L'Avenir Quy Nhơn                          | Canô qua MerryLand.jpg                       | Quy Nhơn         | Hải Cảng       | 103       | 27   | 2024       | Đã cất nóc vào ngày 11 tháng 01 năm 2022.                                       |
| 9    | FLC City Hotel Beach                       |                                              | Quy Nhơn         | Nguyễn Văn Cừ  | 99,7      | 27   | 2021       |                                                                                 |
| 10   | Calla Apartment                            |                                              | Quy Nhơn         | Ghềnh Ráng     | 98,5      | 29   | 2024       | Đã cất nóc vào ngày 04 tháng 1 năm 2023.                                        |
| 11   | EcoLife Riverside                          |                                              | Quy Nhơn         | Nhơn Bình      | 95        | 28   | 2021       |                                                                                 |
| 12   | Anya Premier Hotel                         |                                              | Quy Nhơn         | Nguyễn Văn Cừ  | 82        | 24   | 2020       |                                                                                 |
| 13   | Liberty Central Hotel                      |                                              | Quy Nhơn         | Nguyễn Văn Cừ  | 82        | 24   | 2020       |                                                                                 |
| 14   | Nam Ngân Seafront Residence                |                                              | Quy Nhơn         | Hải Cảng       | 75        | 22   | 2021       |                                                                                 |
| 15   | Vina2 Panorama                             |                                              | Quy Nhơn         | Nhơn Bình      | 71,9      | 20   | 2022       |                                                                                 |
| 16   | Hương Việt Hotel                           | Canô qua MerryLand.jpg                       | Quy Nhơn         | Hải Cảng       | 68        | 20   | 2018       | Từng là tòa nhà cao nhất Bình Định từ năm 2018 đến năm 2020.                    |
| 17   | Viet Nam Taste Hotel                       | Canô qua MerryLand.jpg                       | Quy Nhơn         | Hải Cảng       | 68        | 20   | 2020       |                                                                                 |
| 18   | Chung cư Hoàng Văn Thụ 2                   |                                              | Quy Nhơn         | Quang Trung    | 68        | 20   | 2021       |                                                                                 |
| 19   | Canary Gold Hotel                          | Canô qua MerryLand.jpg                       | Quy Nhơn         | Hải Cảng       | 68        | 20   | 2022       |                                                                                 |
| 20   | Chung cư An Phú Thịnh A                    |                                              | Quy Nhơn         | Nhơn Bình      | 68        | 19   | 2022       |                                                                                 |
| 21   | Chung cư An Phú Thịnh B                    |                                              | Quy Nhơn         | Nhơn Bình      | 68        | 19   | 2023       |                                                                                 |
| 22   | Chung cư An Phú Thịnh C                    |                                              | Quy Nhơn         | Nhơn Bình      | 68        | 19   | 2023       |                                                                                 |
| 23   | Garden Tower A                             |                                              | Quy Nhơn         | Nhơn Bình      | 65        | 19   | 2021       |                                                                                 |
| 24   | Odin Hotel                                 |                                              | Quy Nhơn         | Lê Lợi         | 65        | 17   | 2022       |                                                                                 |
| 25   | Fleur De Lys Hotel                         | Quy Nhon city from above.jpg                 | Quy Nhơn         | Lê Lợi         | 63,2      | 16   | 2021       |                                                                                 |
| 26   | L'Amor Boutique Quy Nhơn                   |                                              | Quy Nhơn         | Nguyễn Văn Cừ  | 61        | 18   | 2022       |                                                                                 |
| 27   | Lamer 1-B                                  |                                              | Quy Nhơn         | Quang Trung    | 61        | 18   | 2020       |                                                                                 |
| 28   | Thịnh Phát Tower                           |                                              | Quy Nhơn         | Quang Trung    | 61        | 18   | 2020       |                                                                                 |
| 29   | Chung cư Hoàng Anh A                       | Thành phố Quy Nhơn.jpg                       | Quy Nhơn         | Hải Cảng       | 51        | 15   | 2011       | Từng là tòa nhà cao nhất Bình Định từ năm 2011 đến năm 2018.                    |
| 30   | Chung cư Hoàng Anh C                       | Thành phố Quy Nhơn.jpg                       | Quy Nhơn         | Hải Cảng       | 51        | 15   | 2012       |                                                                                 |
| 31   | Tòa nhà hành chính Trường Đại học Quy Nhơn | Quy Nhon University, Binh Dinh, Viet Nam.JPG | Quy Nhơn         | Nguyễn Văn Cừ  | 51        | 15   | 2012       |                                                                                 |
| 32   | Trung tâm Hành chính Quy Nhơn              |                                              | Quy Nhơn         | Lê Lợi         | 51        | 13   | 2015       |                                                                                 |
| 33   | Chung cư Hoàng Văn Thụ 1                   |                                              | Quy Nhơn         | Quang Trung    | 51        | 15   | 2019       |                                                                                 |

## Đang xây dựng
| Hạng | Tòa nhà                           | Vị trí   | Chiều cao (m) | Số tầng | Hoàn thành |
| ---- | --------------------------------- | -------- | ------------- | ------- | ---------- |
| 1    | Quy Nhơn Seaview                  | Quy Nhơn | 170           | 46      | 2025       |
| 2    | Wyndham The Sailing Quy Nhơn      | Quy Nhơn | 165,1         | 41      | 2023       |
| 3    | Grand Center                      | Quy Nhơn | 150           | 43      | 2023       |
| 4    | The Sailing Quy Nhơn              | Quy Nhơn | 145           | 36      | 2023       |
| 5    | Takashi Ocean Suite HH2-1         | Quy Nhơn | 133           | 39      | 2023       |
| 6    | Takashi Ocean Suite HH2-2         | Quy Nhơn | 133           | 39      | 2023       |
| 7    | Takashi Ocean Suite HH2-3         | Quy Nhơn | 133           | 39      | 2023       |
| 8    | Tổ hợp khách sạn căn hộ Xuân Diệu | Quy Nhơn | 105,3         | 28      | 2024       |
| 9    | Simona Heights A                  | Quy Nhơn | 99,9          | 29      | 2024       |
| 10   | Simona Heights B                  | Quy Nhơn | 99,9          | 29      | 2024       |
| 11   | Calla Apartment                   | Quy Nhơn | 98,5          | 29      | 2023       |
| 12   | Lamer 2 Residence A               | Quy Nhơn | 77,6          | 23      | 2024       |
| 13   | Lamer 2 Residence B               | Quy Nhơn | 77,6          | 23      | 2024       |
| 14   | Lamer 2 Residence C               | Quy Nhơn | 77,6          | 23      | 2024       |
| 15   | 9X Quy Nhơn - The Trendy          | Quy Nhơn | 71            | 21      | 2024       |
| 16   | 9X Quy Nhơn - The Friendly        | Quy Nhơn | 71            | 21      | 2024       |
| 17   | 9X Quy Nhơn - The Grory           | Quy Nhơn | 71            | 21      | 2024       |
| 18   | 9X Quy Nhơn - The Lucky           | Quy Nhơn | 71            | 21      | 2024       |
| 19   | 9X Quy Nhơn - The Riches          | Quy Nhơn | 71            | 21      | 2024       |
| 20   | Ecohome Nhơn Bình - NOXH2         | Quy Nhơn | 59,9          | 16      | 2023       |
| 21   | Ecohome Nhơn Bình - NOXH3         | Quy Nhơn | 59,9          | 16      | 2023       |
| 22   | Ecohome Nhơn Bình - NOXH4         | Quy Nhơn | 59,9          | 16      | 2023       |

## Đã lên kế hoạch, phê duyệt, đề xuất
| Hạng | Tòa nhà                          | Phường   | Chiều cao (m) | Số tầng | Tình trạng |
| ---- | -------------------------------- | -------- | ------------- | ------- | ---------- |
| 1    | Greenhill International Center A | Quy Nhơn | 270           | 60      | Phê duyệt  |
| 2    | Greenhill International Center B | Quy Nhơn | 230           | 53      | Phê duyệt  |
| 3    | Tháp đôi Mũi Tấn - Khách sạn     | Quy Nhơn | 150           | 40      | Phê duyệt  |
| 4    | Tháp đôi Mũi Tấn - Căn hộ        | Quy Nhơn | 150           | 40      | Phê duyệt  |
| 5    | 01 Ngô Mây - Marriott            | Quy Nhơn | 150           | 40      | Phê duyệt  |
| 6    | Cadia Quy Nhơn                   | Quy Nhơn | 150           | 40      | Phê duyệt  |
| 7    | Marine Building                  | Quy Nhơn | 85            | 25      | Kế hoạch   |
| 8    | Grand Center Offictel            | Quy Nhơn | 77            | 22      | Kế hoạch   |
| 9    | 12 Nguyễn Huệ Hotel              | Quy Nhơn | 70            | 20      | Đề xuất    |
| 10   | An Phú Thịnh Garden Tower B      | Quy Nhơn | 65            | 19      | Kế hoạch   |

## Mốc thời gian tòa nhà cao nhất
| Số năm cao nhất | Tòa nhà                    | Hình ảnh                     | Chiều cao (m) | Phường   |
| --------------- | -------------------------- | ---------------------------- | ------------- | -------- |
| 2020 - Hiện tại | Pullman Quy Nhơn           | Quy Nhon city from above.jpg | 168,8         | Quy Nhơn |
| 2018 - 2020     | Hương Việt Hotel           | Canô qua MerryLand.jpg       | 61            | Quy Nhơn |
| 2011 - 2018     | Chung cư Hoàng Anh A       | Thành phố Quy Nhơn.jpg       | 51            | Quy Nhơn |
| 1939 - 2011     | Nhà thờ chính tòa Quy Nhơn |                              | 47            | Quy Nhơn |
| Thế kỉ X - 1939 | Tháp Đôi (Tháp Hưng Thạnh) |                              | 25            | Quy Nhơn |